# Filmiaura
Filmiaura ry est une organisation de l'industrie cinématographique fondée en 1962 en Finlande.

## Membres
Les 556 membres de Filmiaura sont des cinéastes, des distributeurs de films, des journalistes, des propriétaires de salles de cinéma et d'autres professionnels travaillant sur des longs métrages.

## Histoire
Filmiaura a été précédée par l'Association des journalistes de cinéma fondée en 1944.
Filmiaura a été fondée à l'initiative de la journaliste Paula Talaskivi le 17 novembre 1962. L'association a été fondée par 21 cinéphiles d'Helsinki.
Depuis 1963, Filmiaura distribue le prix annuel du film, les Jussis qui étaient auparavant distribués par l'Association des journalistes (fi) de cinéma.
Le premier président de Filmiaura a été Ahti Sonninen et sa première secrétaire Glory Leppänen.

## Présidences de Fimiaura
| Nom               | Début | Fin  |
| ----------------- | ----- | ---- |
| Ahti Sonninen     | 1962  | 1966 |
| Kaarlo Nuorvala   | 1966  | 1967 |
| Paula Talaskivi   | 1967  | 1968 |
| Kari Uusitalo     | 1968  | 1969 |
| Hans Haataja      | 1969  | 1972 |
| Leo Stålhammar    | 1972  | 1974 |
| Hans Haataja      | 1974  | 1992 |
| Kaarle Stewen     | 1992  | 1993 |
| Jukka Vilhunen    | 1993  | 1997 |
| Harry Päiväläinen | 1998  | 1999 |
| Kati Sinisalo     | 2000  | 2006 |
| Mika Nieminen     | 2007  | 2008 |
| Mika Siltala      | 2009  | 2015 |
| Manna Katajisto   | 2016  | 2019 |
| Riina Liukkonen   | 2020  |      |